# Eugenio Lucas Velázquez

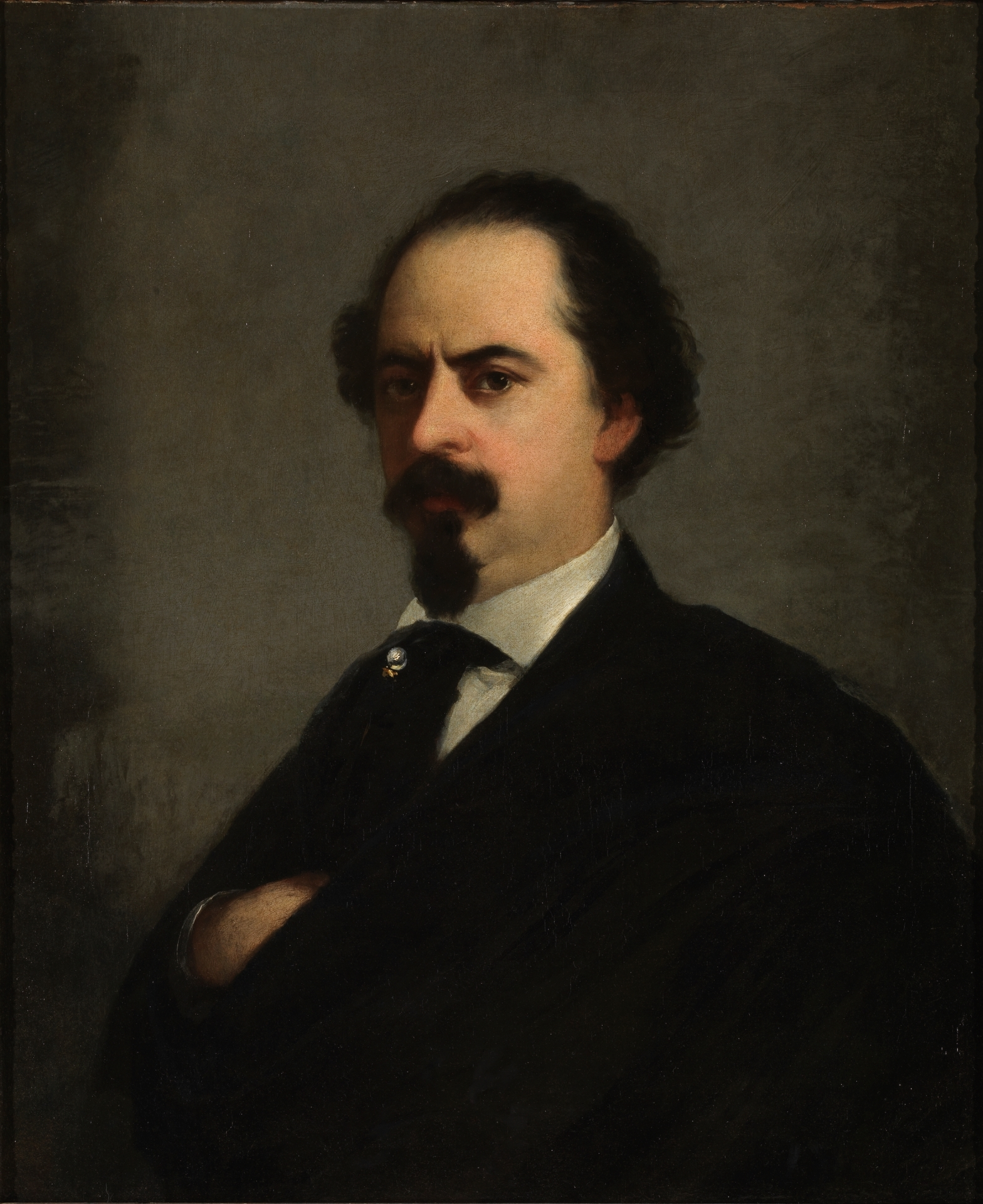
Autorretrato, óleo sobre lienzo, 75 x 62 cm, Madrid, Museo del Prado.

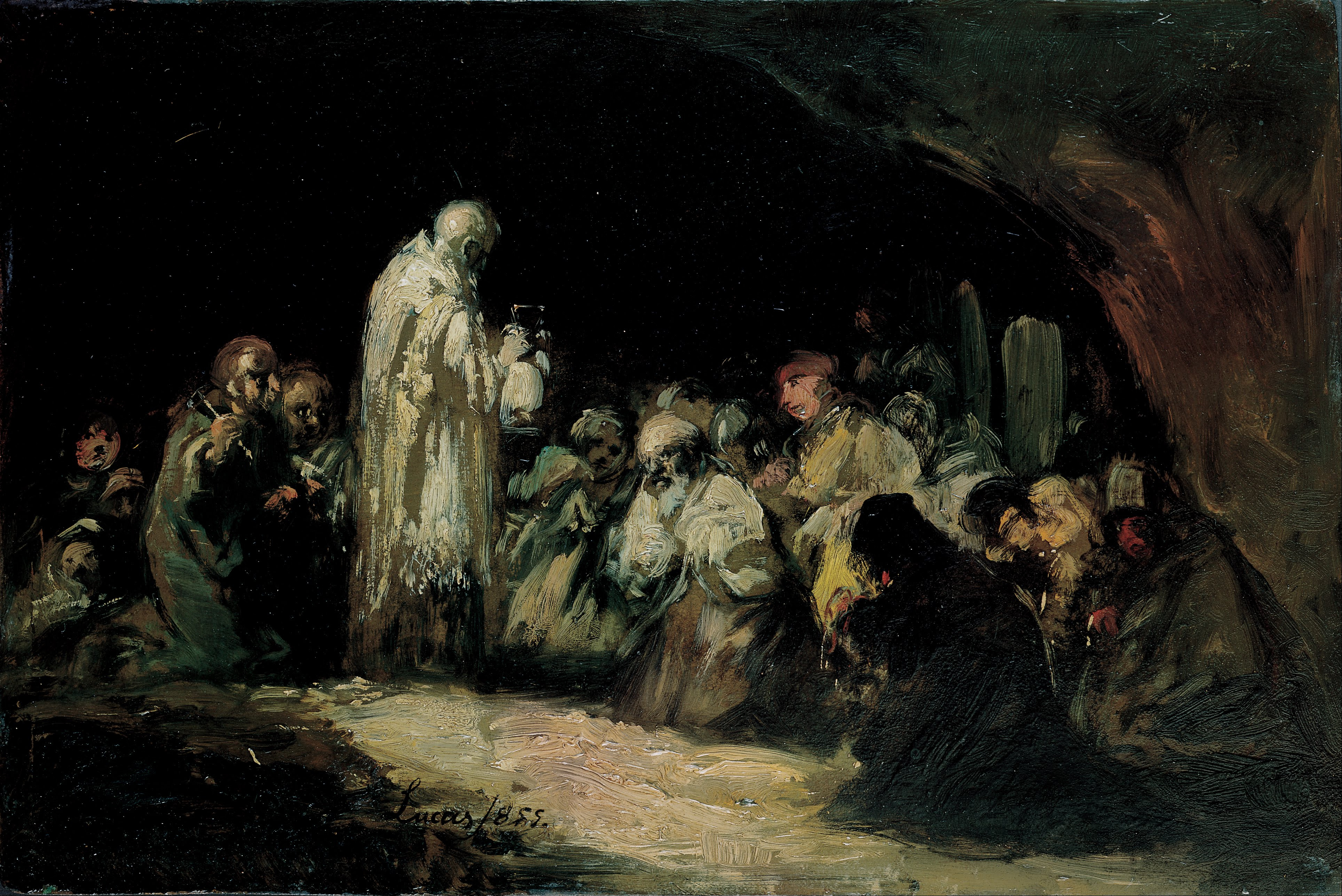
La comunión, 1855, óleo sobre cobre, 265 x 397 mm, Museo de Bellas Artes de Bilbao.

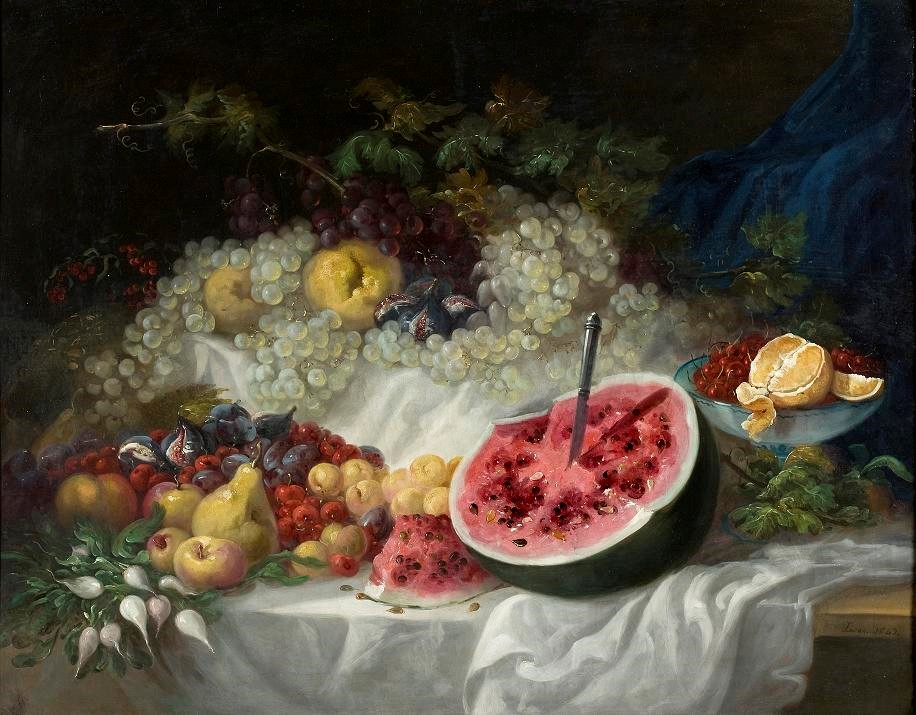
Bodegón, 1849, óleo sobre lienzo, 79 x 100 cm, Madrid, Museo del Prado.

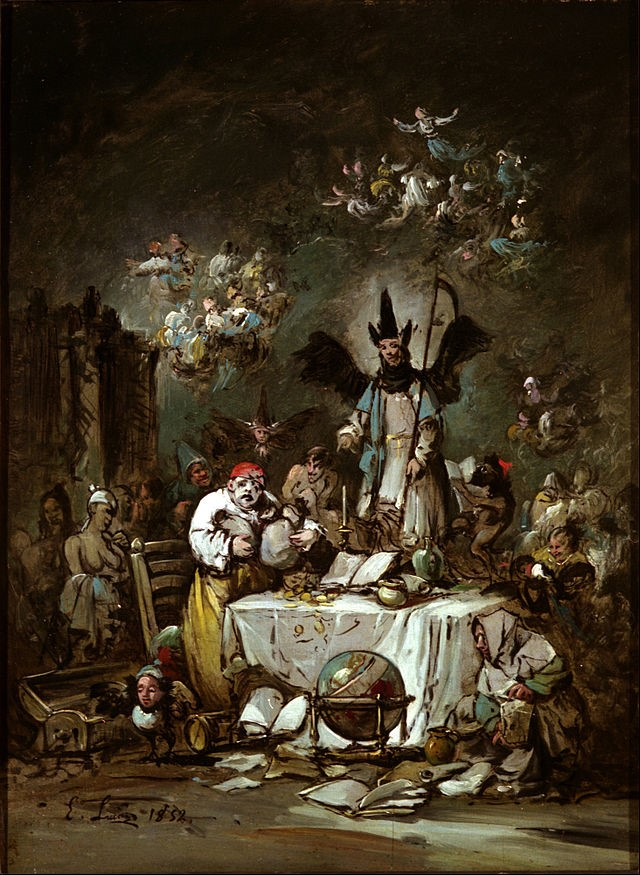
Capricho alegórico: la avaricia, 1852, óleo sobre taba, 51,5 x 37,5 cm, Madrid, Museo Lázaro Galdiano.

Eugenio Lucas Velázquez (Madrid, 9 de febrero de 1817-Madrid, 11 de septiembre de 1870) fue un pintor perteneciente al romanticismo español, llamado en el pasado Eugenio Lucas y Padilla, cuando se le creía natural de Alcalá de Henares.

## Biografía
En sus inicios artísticos comienza como ebanista, aunque siempre estuvo muy ligado a la pintura. Lo que verdaderamente le proporcionaba el sustento económico era la primera profesión. También trabajó como tasador de las Pinturas Negras de Goya. Sus inicios con la pintura comienzan con temprana edad, creciendo como artista en la Real Academia de San Fernando y posteriormente se daría lugar en el Museo del Prado, copiando obras de Velázquez y de Goya; José Lázaro Galdiano afirmaba que el joven Lucas se estableció como en casa propia en el Museo del Prado. El propio artista se declaró como alumno de la Real Academia de San Fernando en el catálogo de la Exposición Universal de París en 1855, en la que habría tenido como maestro a José de Madrazo, aunque la abandonó por el descuerdo con el frío clasicismo imperante en las academias. La confirmación de estos estudios académicos se puede ver reflejada en la Exposición de la Academia en 1841 cuando el artista llevó cuatro obras consigo. Una persona que se encargará del artista con edad temprana será Leandro Álvarez de Torrijos, quien le proveyó de todo lo necesario para la enseñanza artística, corroborando este dato únicamente con un retrato del propio artista a este personaje, el cual está firmado y fechado por Lucas Velázquez en 1848, dos años antes del fallecimiento del dramaturgo Torrijos.
El 6 de diciembre de 1844 contrajo matrimonio con Martina Hernández Muñoz, celebrándose la unión en la Parroquia de San Ildefonso. Tras este acontecimiento, el matrimonio sentó los pies sobre el hogar de la familia de Martina, siendo esta modesta como la de Lucas Velázquez. Este matrimonio tendrá fin en 1853 cuando Eugenio Lucas se separó de su mujer. Al año siguiente convivirá junto a Francisca Villaamil, teniendo esta unión cuatro hijos, de los que uno de ellos, Eugenio Lucas Villaamil, siguió el oficio y el estilo de su padre Lucas Velázquez, desembocando esto en una confusión de obras de ambos.
Lucas Velázquez realizó una serie de viajes durante su vida, situado el primero de ellos en 1852 a París, en el que recibió la influencia de Delacroix. Hacia 1848 el matrimonio tuvo que trasladarse a su domicilio particular en Fomento, junto a una tía de ella llamada Vicenta Muñoz y de una sirvienta, teniendo un alivio económico ya que en 1847 presentó en la Exposición de la Academia dos paisajes que son del mismo estilo de las dos Escenas de Puerto Oriental. Adquiriendo importancia, es presentado en febrero a Francisco de Asís, rey consorte por lo que este le encargará un cuadro de caza y, el origen, el regalo al rey de un paisaje, aunque desgraciadamente esta obra no se encuentra entre los fondos del Patrimonio Nacional. Tras este auge de importancia, durante el transcurso de 1849, el matrimonio de Lucas y Martina, se traslada de nuevo de domicilio, siendo este el principal del matrimonio, situado en calle de Duque de Osuna. Siguen sin tener dificultades económicas, pues seguían manteniendo a una criada. En 1850 se le encarga a Lucas Velázquez la decoración del techo del Teatro Real, aunque fue destruido por un incendio en 1867, coincidiendo en la inauguración con la reina Isabel II, que nombró al artista pintor honorario de cámara y caballero de la orden de Carlos III. Además trabajó para personas de alta clase, como el marqués de Salamanca, el constructor Ángel de las Pozas Cabarga y Pedro Arenas.

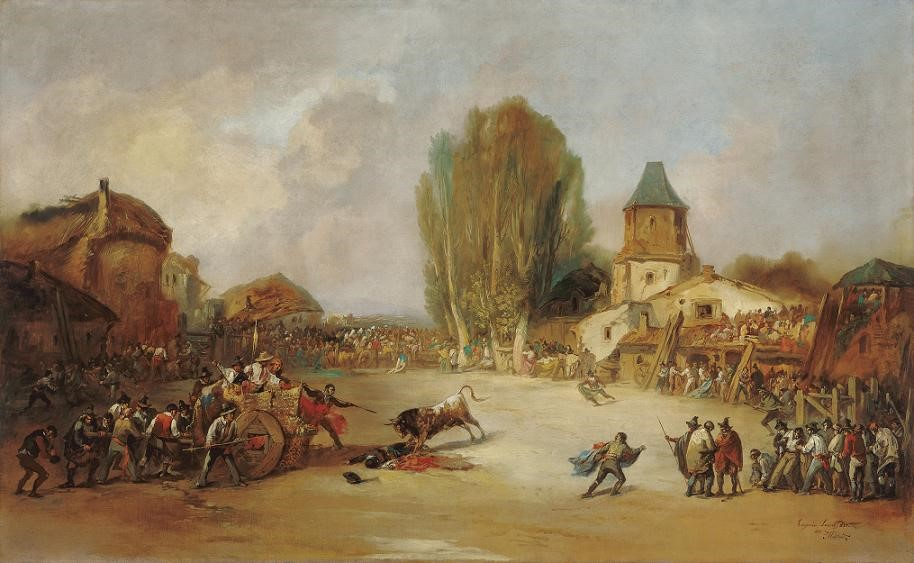
Cogida en una capea. 1855

También viajó a Marruecos, una estancia que inspiraría sus cuadros de factura orientalista. En la década de 1860 realizaría dos viajes a París, al igual que también visitaría Suiza e Italia, recibiendo la influencia del romanticismo europeo. 
Ideológicamente se le podría situar en el progresismo liberal, atendiendo al hecho de que en 1854 se incorporó a la Milicia Nacional, ideología que se puede deducir también de los temas de algunos de sus cuadros. Falleció en Madrid el 11 de septiembre de 1870, en su vivienda particular.

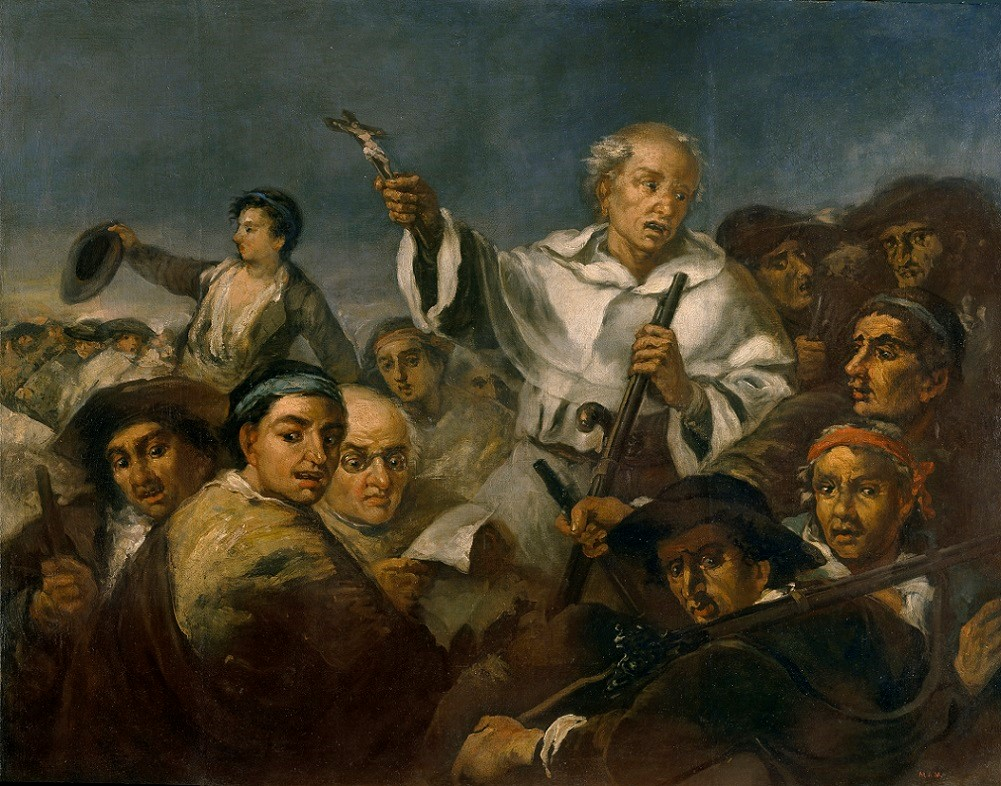
La revolución, hacia 1865, óleo sobre lienzo, 124 x 158 cm, Madrid, Museo del Prado.

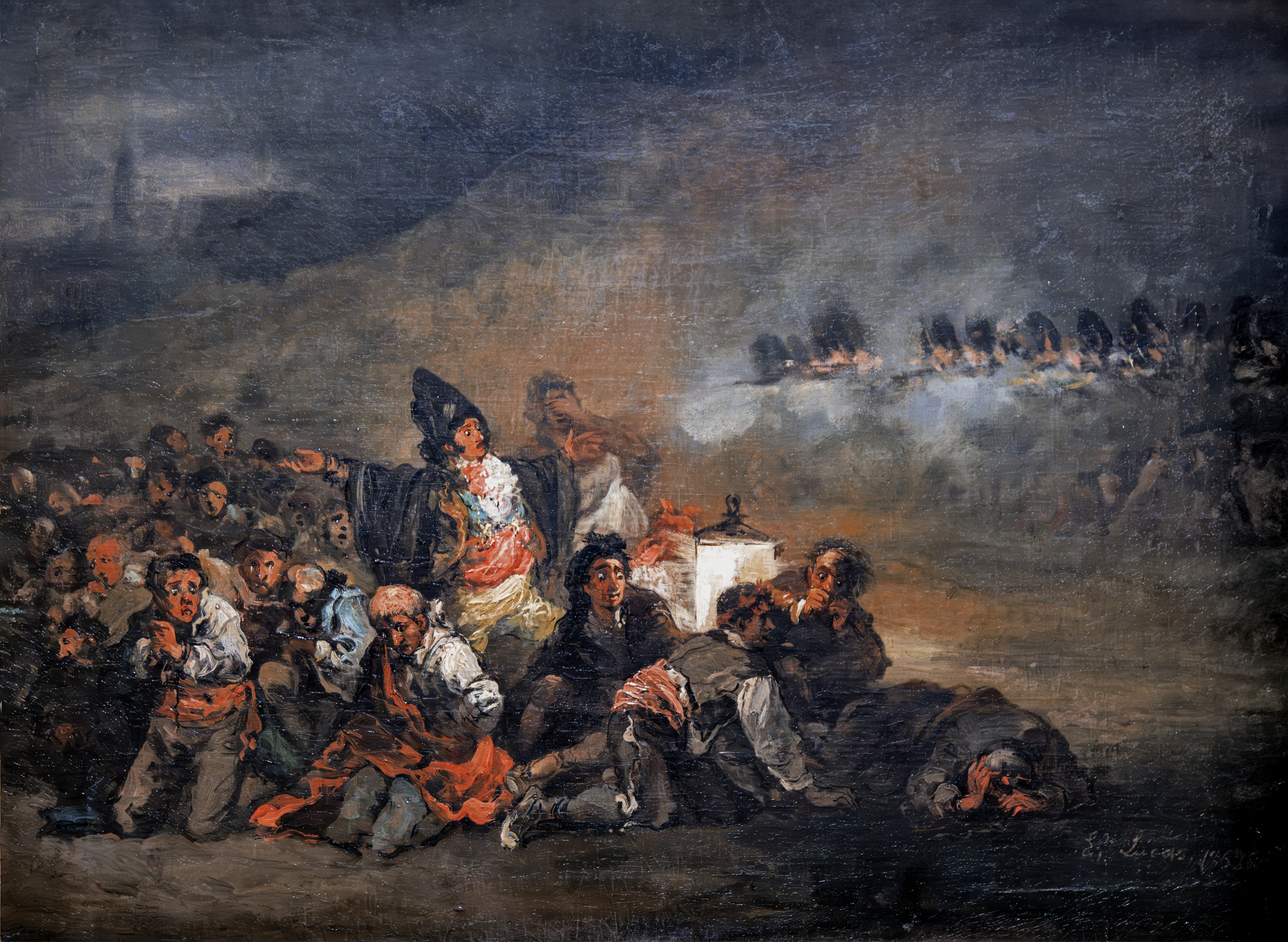
El fusilamiento, 1869, óleo sobre lienzo, 58,3 x 79,1 cm, Castres, Museo Goya.

## Obra
En sus inicios en la pintura comienza con el abandono del frío clasicismo dirigiendo su pintura a un ámbito de admiración de Velázquez y Goya, copiando sus obras en el Museo del Prado. Lucas Velázquez cultiva el costumbrismo y escenas fantásticas y siniestras, pero no cerrándose en el ámbito artístico. Un personaje que calará en el gusto y mente del artista Lucas Velázquez será Francisco de Goya, haciendo el descubrimiento del arte goyesco una apertura de posibilidades en su propio estilo.
Sus primeras obras fechadas datan en 1842, como Los Bandoleros y Pareja de majos, viendo en estas obras a un Lucas Velázquez principiante. En cuanto al dibujo, se preocupa de él en contadas ocasiones. Con unas pocas pinceladas el pintor hace que de lejos identifiquemos el conjunto y de cerca apreciemos un puntillismo multicolor. Los primeros planos aparecen construidos con varias capas de color, siendo la última capa más gruesa para así sugerir rocosidades y formas de la propia naturaleza. Su pincelada suele ser nerviosa y curvilínea. La pincelada de los detalles es rítmica, corta y repetitiva. No suele usar veladuras o transparencias. En sus obras, el cuchillo o espátula es trabajada para extender los impastos, que nunca están colocados al azar, sino que están colocados en su perfecta armonía, contribuyendo al efecto de la perspectiva. Lucas fue conocido por la rapidez al trabajar en una obra. Lucas fue puro instinto, pintaba las cosas tal y como las veía, queriendo transmitir la realidad viviente, sin pararse en meditaciones. Esta rapidez traerá consigo a veces características esquemáticas. Los paisajes y escenas de Lucas suelen tender a la horizontalidad, dividiendo la obra a veces por la mitad o en tres cuartos. Gran parte de la superficie la ocupaban los cielos. Enmarcando la parte inferior de la composición colocaba un plano de tierras o rocas. A veces, enmarcando uno de los laterales para sugerir una diagonal en contra de la horizontalidad, añadía grandes árboles o acantilados.
La temática de Lucas Velázquez es amplia, tratando escenas paisajísticas, retratos, caricaturas, desnudos, miniaturas, escenas de género y costumbres, sátira, bodegones, floreros, paisajes, escenas de iglesia, de brujería e inquisitorias. Las escenas paisajísticas fueron las responsables de que se convirtiera en Pintor de Cámara. Su obra señala inequívocamente al pintor romántico interesado siempre en plasmar el mundo que le rodea. Lucas Velázquez es un artista innovador que llega a la abstracción con su novedosa técnica de manchas aleatorias, siendo una persona que se anticipó a lo que crearían medio siglo más tarde. Lucas Velázquez cultivó el costumbrismo con una gran intensidad y se interesó por las nuevas corrientes artísticas, teniendo una relación personal con el propio Édouard Manet, cuando realizó un viaje a España en agosto de 1865 organizado por su amigo Zacharie Astruc.
Francisco Calvo Serraller contradice a quienes criticaron a Lucas Velázquez por su condición de copista de obras de Goya, por lo que escribe lo siguiente: “De manera que, pronto en el hacer, fecundísimo en cuanto a la capacidad de producir y extraordinariamente hábil a la hora de asimilar las técnicas de otros, a Eugenio Lucas no parecía caberle otra gloria que la, siempre sospechosa e irritante, de ser un prodigioso copista. ¡Triste e inmerecida gloria, verdadera leyenda negra!”. Calvo Serraller frente a esa visión limitada y reiterada por ciertos analistas insiste en subrayar la originalidad del autor.

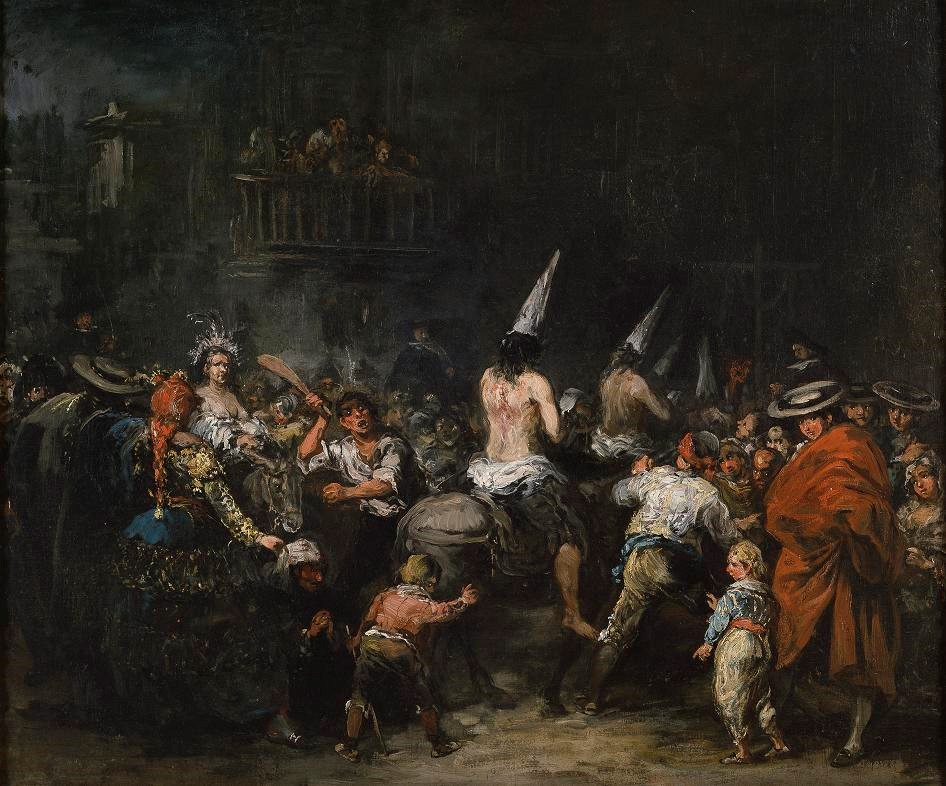
Condenados por la Inquisición, hacia 1860, óleo sobre lienzo, 77,5 x 91,5 cm, Madrid, Museo del Prado

Artista fecundo, el Museo Lázaro Galdiano de Madrid reúne el mayor conjunto de su obra, con 175 piezas entre óleos, acuarelas y dibujos. Entre estas piezas, junto a los motivos goyescos y costumbristas característicos, destacan por su valor biográfico los numerosos apuntes de viaje, principalmente motivos venecianos junto con vistas de Niza, Mónaco, San Remo o el castillo de San Pierre en el valle de Aosta, copias de Giambattista Tiepolo, el boceto para un retrato de Isabel II, o algunos de los bocetos para los destruidos techos del Teatro Real de Madrid, pintados en 1850. Otro importante conjunto es el conservado en el Museo del Prado, procedente en buena parte de la donación Vitórica, integrado por una treintena de óleos y otros tantos dibujos y acuarelas, conjunto al que se ha agregado en 2017, y procedente de la donación Óscar Alzaga Villaamil, un Paisaje de gran tamaño, fechado en 1852. En el Museo del Romanticismo de Madrid se conservan doce óleos sobre diversos soportes, entre ellos un par de escenas de Inquisición y una romántica alegoría del suicidio junto con un retrato de Jenaro Pérez Villaamil y la Traída de aguas del Lozoya, donde retrata con carácter de crónica la inauguración del Canal de Isabel II, con la apertura del surtidor en la calle Ancha de San Bernardo.

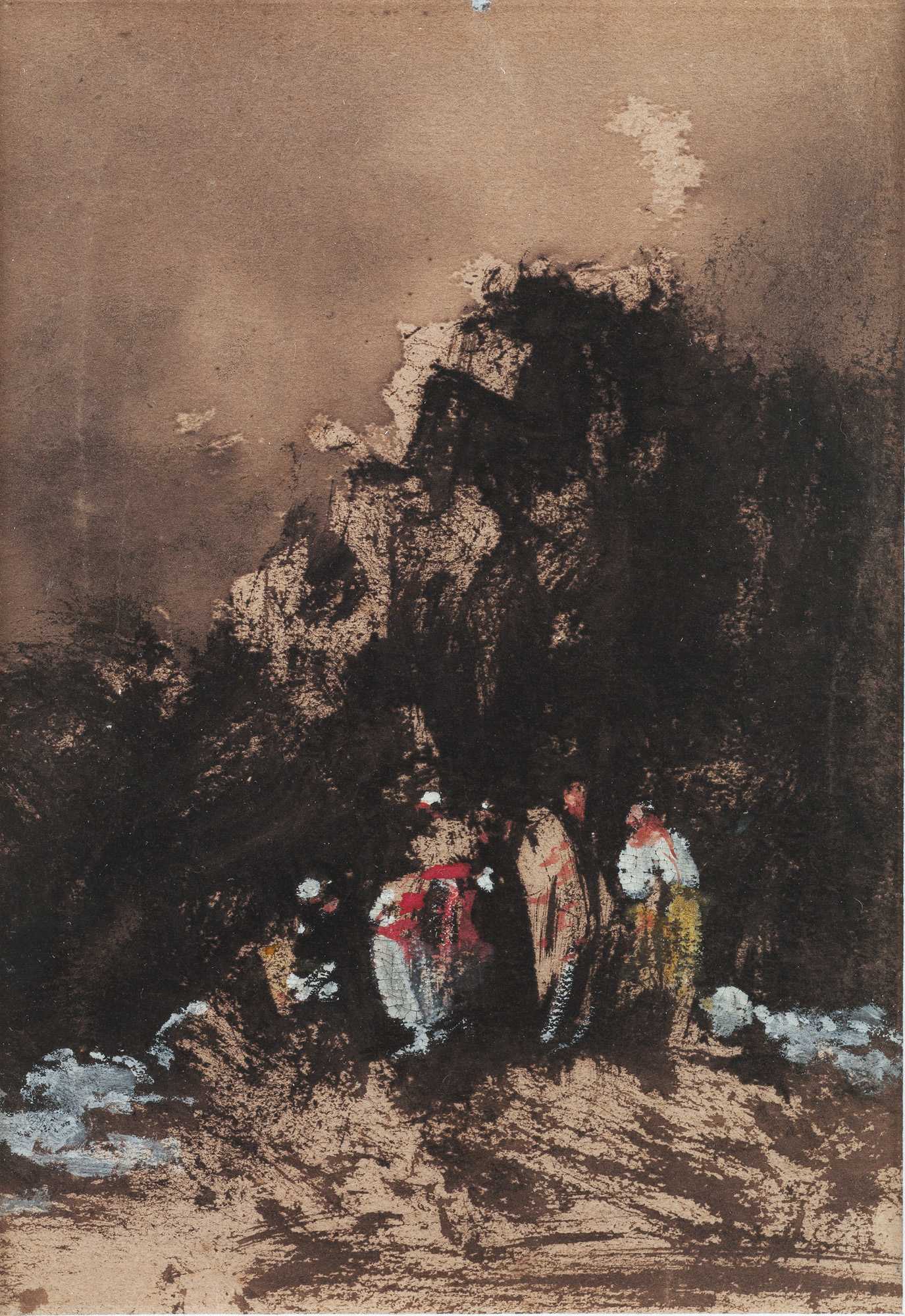
Figuras en un paisaje. c. 1855. Fundación Rafael Masó

Otros museos con obra de Lucas Velázquez son el Cerralbo de Madrid, con tres obras seguras (La hoguera de san Juan, El vendedor de coplas y Un sermón, las dos últimas firmadas y fechadas en 1855) y dos atribuciones, el Museo Goya de Castres, con cuatro abocetadas escenas goyescas y un paisaje imaginario, y el Museo Carmen Thyssen Málaga, en el que se conservan cuatro de sus obras: Cogida en una capea de pueblo (1855), El Rosario de la Aurora (c. 1860) y La maja del perrito (1865). además de Caravanas árabes arribando a la costa (c. 1860) óleo en el que, lo mismo que en Esfinge y pirámide del Museo del Romanticismo y otros, se puede ver reflejado el interés de los pintores románticos por el exotismo lejano y misterioso del mundo árabe.
La Fundación Rafael Masó de Girona conserva el dibujo Figuras en un paisaje, c. 1855.